# Медаль «За заслуги перед Национальной Народной Армией»
 Медаль «За заслуги перед Национальной Народной Армией» (нем. Verdienstmedaille der Nationalen Volksarmee) — государственная награда ГДР, имевшая три степени. Учреждена 1 июня 1956 года.

## История создания
Медаль была разработана берлинским художником-графиком Полем Геншем. Учреждена 1 июня 1956 года Постановлением Совета Министров ГДР.

## Правила награждения
Награждение от имени правительства ГДР, обычно 1 марта или 7 октября, производил Министр национальной обороны ГДР.
Медалью, за выдающиеся заслуги и приверженность делу создания и укрепления Национальной народной армии, достижения в руководстве войсками, в политической и военной подготовке, а также в обучении военнослужащих, награждались:
- Военнослужащие и гражданские служащие Национальной народной армии ГДР (армия, флот или военно-воздушные силы и силы противовоздушной обороны);
- Сотрудники государственной безопасности ГДР;
- Граждане ГДР и других государств имеющие заслуги перед Национальной народной армией ГДР.

Награжденным медалью выдавалось удостоверение к медали установленного образца, а также разовое денежное вознаграждение в зависимости от степени медали.

## Степени медали
Медаль имела три степени:
1.  — Золотая;
2.  — Серебряная;
3.  — Бронзовая.

## Описание медали

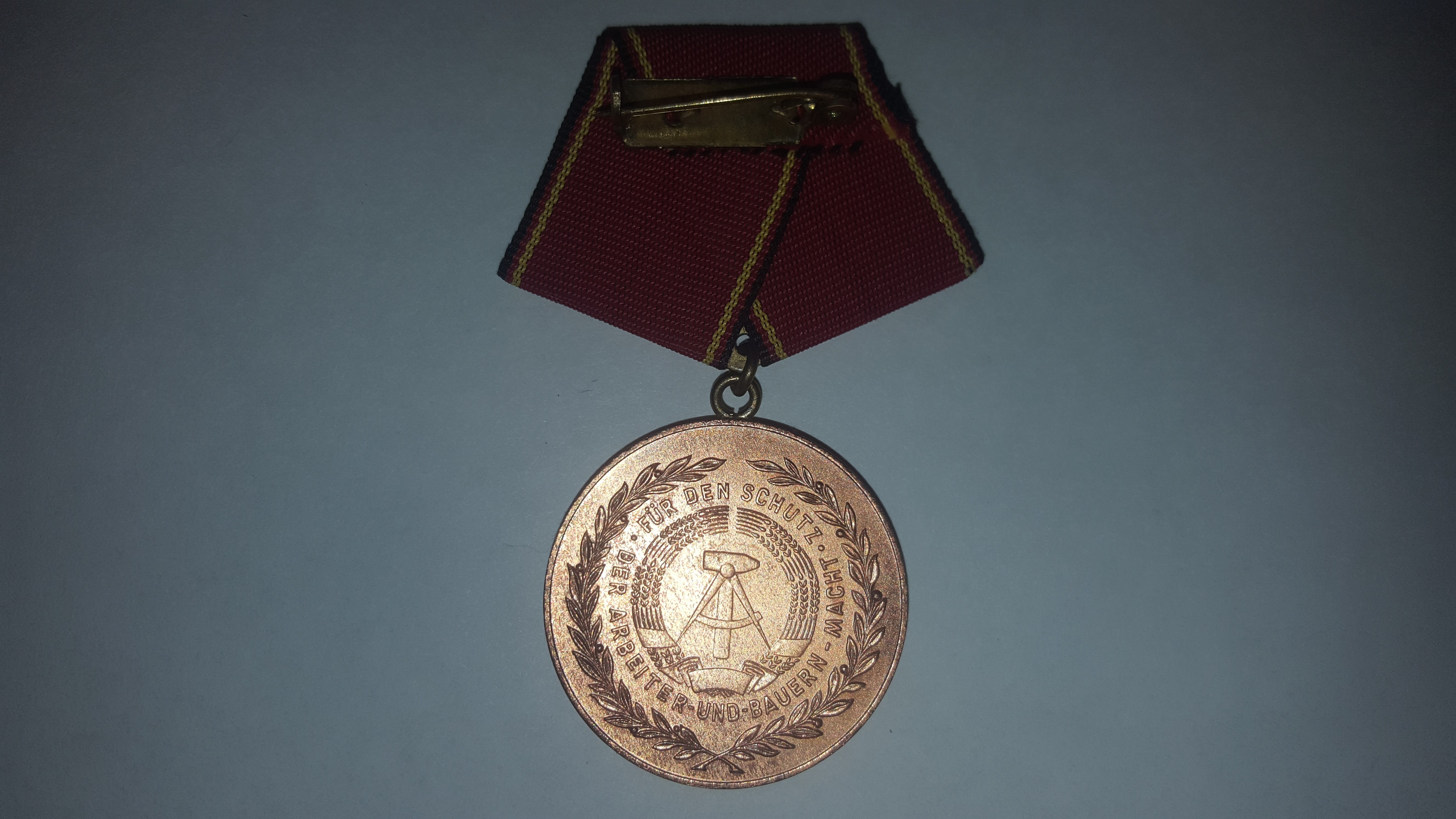
Реверс медали

Медаль имеет форму правильного круга диаметром 35 мм (1,4 дюйма). На лицевой стороне изображены профили бюстов моряка, летчика и солдата 1950-х годов, представляющих сухопутные, воздушные и военно-морские силы страны, под которым написано «ГДР». С каждой стороны по три дубовых листа с желудем. Слова FÜR HERVORRAGENDE VERDIENSTE (ЗА ВЫДАЮЩИЕСЯ ЗАСЛУГИ) образуют верхнюю часть медали, нижняя
часть содержит слова NATIONALE VOLKSARMEE (НАЦИОНАЛЬНАЯ НАРОДНАЯ АРМИЯ). На оборотной стороне изображен государственный герб ГДР, окруженный словами FÜR DEN SCHUTZ DER ARBEITER- UND-BAUERN-MACHT (ДЛЯ ЗАЩИТЫ ВЛАСТИ РАБОЧИХ И КРЕСТЬЯН), окруженный двумя ветвями лавра.
Медаль при помощи ушка и кольца соединяется с пятиугольной колодочкой, обтянутой тканевой лентой шириной 48 мм (1,9 дюйма) в самом широком месте. Лента красная с черными узкими краевыми полосами и узкой желтой полосой на расстоянии 1 мм (1/32 дюйма) от черной краевой полосы. Серебряная медаль подвешена на той же базовой ленте, но с добавлением центральной серебряно-белой полосы шириной 3 мм (чуть более 3/32 дюйма). На ленте золотой медали центральная полоса золотисто-желтого цвета. Лента имеет ширину 24 мм (чуть менее 1 дюйма), прямоугольную и соответствует ленте медали.
До 1973 года золотая и серебряная степени медали изготавливались из серебра 900 пробы, а в последующие годы все три степени медали изготавливались из бронзы, с позолотой и посеребрением соответствующих степеней награды.

## Наиболее известные люди, награждённые медалью
- Путин, Владимир Владимирович (1989) — подполковник КГБ, впоследствии Президент России;
- Йен, Зигмунд — первый немецкий космонавт.